# Query by Example
Query by Example (QBE) – przyjazna dla użytkownika technika tworzenia zapytań do bazy danych, opracowana pierwotnie przez firmę IBM do użytku w komputerach mainframe, a potem zaadaptowana przez wiele innych systemów informatycznych. Technika ta polega na wypełnieniu szukanymi ciągami znaków pustego rekordu odpowiadającego dokładnie strukturze rekordów w bazie, np. „Warszawa” w polu „Miasto” czy „Kowalski” w polu „Nazwisko”. Wynikiem zapytania jest lista wszystkich rekordów zawierających podany ciąg znaków w danym polu.
System QBE dokonuje konwersji z zapytania użytkownika do formalnego zapytania bazy danych. Dzięki temu użytkownik może wykonywać skomplikowane zapytania do bazy danych bez znajomości formalnych metod takich jak SQL.